# Alopecosa kulczynski
Alopecosa kulczynski là một loài nhện trong họ Lycosidae.
Loài này thuộc chi Alopecosa. Alopecosa kulczynski được Sternbergs miêu tả năm 1979.